# William von Würden
Martin William von Würden (29. september 1889 i København – ?) var en dansk mekaniker, fodboldspiller og træner.
I sin klubkarriere spillede William Würden i Frem med hvem han vandt det danske mesterskab 1923 efter en 2-1 sejr mod AGF. Han var AGFs cheftræner 1936-1937.
Han blev senere træner i Holstebro, Haderslev og Vejen inden han den 15. juli 1944 overtog Chang i Aalborg indtil 15. juli 1945.